# San Juan Guelavía (kommun)
San Juan Guelavía är en kommun i Mexiko.   Den ligger i delstaten Oaxaca, i den sydöstra delen av landet, 400 km sydost om huvudstaden Mexico City.
Följande samhällen finns i San Juan Guelavía:
- San Juan Guelavía